# Iglesia de Santa María (Camprodón)
La iglesia de Santa María de Camprodón es la parroquial de la población de Camprodón en la comarca catalana del Ripollés. Está situada en el centro de la ciudad, cerca del monasterio de San Pedro de Camprodón.

Se cree que la iglesia de Santa María de Camprodón se edificó con la finalidad de servir a la población que se había establecido en torno al monasterio de San Pedro de Camprodón. Este poblamiento hacía difícil la vida monástica en la iglesia de San Pedro, que desde entonces se utilizó sólo para los monjes del monasterio.

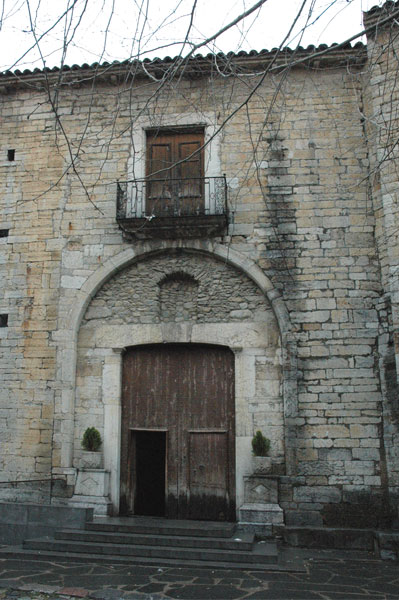
Puerta de la iglesia.

Se desconoce la fecha de su edificación pero se encuentra documentada a partir del 1017. En 1169 consta que está unida al monasterio. Obviamente se trataba de un edificio románico, predecesor del actual, levantado en el siglo XIV.
Consta de un edificio de nave única, de anchura considerable. La bóveda de aristas es el resultado de una restauración. La capilla de los Dolores es del 1710. Guarda la Arqueta de Sant Patllari y otras piezas de orfebrería, procedentes del monasterio de San Pedro.